# Silcox Creek
Silcox Creek är ett vattendrag i Kanada.   Det ligger i provinsen Manitoba, i den östra delen av landet, 1 800 km nordväst om huvudstaden Ottawa.
Omgivningarna runt Silcox Creek är i huvudsak ett öppet busklandskap. Trakten runt Silcox Creek är nära nog obefolkad, med mindre än två invånare per kvadratkilometer.